# エレオノラ (小惑星)
エレオノラ (354 Eleonora) は、小惑星帯にあるとても大きな小惑星で、S型小惑星に分類される。
1893年1月17日にオーギュスト・シャルロワがニースで発見した。名前の由来は不明である。
1968年や2010年のような大接近（近日点付近で衝になる）の時には、視等級は+9.31まで明るくなる。